# でんぱジャック-World Wide Akihabara-
『でんぱジャック－World Wide Akihabara－』（でんぱジャックワールドワイドアキハバラ）は、フジテレビ系列にて2014年10月19日から2015年3月22日まで、毎週日曜日26:50 - 27:20（JST）に放映されていたトークバラエティ番組。でんぱ組.incの地上波初冠番組である。

## 概要
秋葉原ディアステージをホームグラウンドに活動するでんぱ組.incのメンバーたちが、日本を代表するアニメ、マンガ、ゲーム、アイドル、コスプレ、フィギュア、同人誌などのオタクカルチャーを「秋葉原」から世界へと正しく発信する番組。
放送時間になると「DPJニュース」という架空のニュース番組が始まる。DPJニュースでは時節に沿ったフィクションのニュースを流す（第20回のみ実際のファントム オブ キルのCM発表記者会の様子が伝えられた）。その後、画面が乱れる演出があり、レックスが「フジテレビをジャックしてやったぞ！（We did it! We took over Fuji TV!）」「アキバカルチャーを世界に！（Now we will spread Akihabara culture to the whole world.）」と叫び（括弧内の英語は字幕）、画面左右から番組ロゴをあしらったパネルを持ちながらメンバーが現れ、オープニング映像が流れる（主題歌のMVを流用）。
ゲーム会社の「gumi」と、フジテレビの関連会社「フジ・スタートアップ・ベンチャーズ」の合弁会社「Fuji&gumi Games」が番組提供をしており、番組中では同社のスマートフォンゲーム「ファントム オブ キル」のゲーム実況を行なう。
2014年11月14日、テレビ局によるホームページの他にFuji&gumi Gamesによる番組のサイトも立ち上げられた。番組のコーナー説明のほか、番組のコーナーの一部を閲覧することができる。Fuji&gumi Gamesによるサイト及びそこで公開されている動画には英語による字幕が付けられている。また、公式Twitterでは「海外向けに番組を販売している。本気で世界に売り込む」と発表している。
番組開始時、全10回の放送予定（12月21日深夜放送分が最後）だったが、視聴者から続けてほしいの意見があったため、2015年1月より「Season2」として続くことが発表され、最終的に全20回の放送となった。
2015年7月15日に未公開シーンを含む番組のDVD-BOXが発売。
2016年1月、「ファントム オブ キル」の新春キャンペーンにて「でんぱジャック WEB番組復活」がキャンペーンの条件を満たしたことから復活することが決まった。3月には同ゲーム公式生放送で地上波放送決定し、「でんぱジャック-2016春-」が4月20日深夜に放送。

## 出演者
- でんぱ組.inc
- レックス・ジョーンズ
  - 「フジテレビを乗っ取った」という設定のもとの番組「WWA NEWS」のキャスターとしての位置づけで「レックス」名義での出演。番組では常にかつらを着用している。初めはカツラであることを伏せていたが、初回放送で髪の毛が動くことをほのめかす行動をした結果、怪しまれている。「隠し事はナシだ」「嘘、偽りはダメだぞ」「頭隠して尻隠さず」と言いつつ着用している姿を見て、たびたび突っ込まれている。感情の起伏が激しい（が基本的にポジティブな感情を表に出す）。第4回でエンディング間際に「旭天鵬！」と大声を上げた勢いでカツラがとれた（カメラでは写されていないがでんぱ組メンバーが慌てていた）。
  - 第19回の終了間際に、胸元にカラータイマーが埋め込まれており、カラータイマーが反応している様子が映された。第20回ではスタジオに現れず、メンバーを屋上に呼び寄せ「実はマーベラス星から来た宇宙人だった」とカミングアウトして宇宙に帰っていった。
  - ワイフ(妻)が居る、という設定。また息子もおり、名前はアレックス。
  - 「アメリカンジョーク」として場を凍りつかせる下ネタを言う。Season 1時代、（Season 1としての）番組が終了することが発覚した際に「レックスが下ネタを言うから、せっかくの冠番組が1クールで番組が終わってしまうんだ」と夢眠に言われたことがある。
- 藤本たかひろ
  - スタジオパートでのレックスの声を担当している（レックスは、藤本の声による日本語台詞を適当な口パクでなぞるのがお決まりとなっているが、初回収録時にはメンバーに知らされていなかったため、メンバーが戸惑い、成瀬が「どういう仕組みになってるの」と突っ込んだ。）尚、フジテレビは以前に同時通訳風に、声優によってリアルタイムで日本語に吹き替えられている演出方法は『WORLD DOWNTOWN』や『CHIMPAN NEWS CHANNEL』などが前身である。

## コーナー
番組はスタジオパートと以下に挙げたVTRパートの2部構成。スタジオパートではほぼすべてのセリフに英訳が付けられている（「世界に正しいアキバ文化を発信する」というコンセプトのため）。VTRのフリはコーナー担当にカメラが寄り「でんぱジャック」と言う。
YouTube公式チャンネルでコーナーごとに順次公開される。
- ヲタ芸博覧会（担当：最上・藤咲）

秋葉原発祥ながらも、会場での安全性の確保が容易でないこと、純粋にライブを楽しみたいファンとのトラブルが絶えないことから禁止されていることが多いライブでのヲタ芸。そんなヲタ芸を紹介するコーナー。ホームページ上で参加者を募集している。
- Akihabara Maid Collection(アキハバラ メイド コレクション)（担当：相沢・夢眠）

秋葉原のメイド喫茶（寿司屋・漫画喫茶など広義での"メイド喫茶"も含まれる）で誰が1番可愛いのかを調査。1人目は夢眠が可愛いと思う人からスタートし、自分より可愛いと思うメイドを紹介してもらう。取材時に出勤日でないなどの理由で登場できない場合、別のメイドを紹介してもらう。
- 未鈴の当てて！当てて！擬人化クイズ（担当：古川・他メンバー全員)

古川がMCのコーナー。企業から発売されている商品を擬人化したイラストをクイズ形式で紹介する。古川以外のメンバーは回答者として参加する。
- 妄想バーチャルデート（担当：各メンバー持ち回り）

秋葉原および周辺地域（おおよそ外神田地区内）でのデートを疑似体験するコーナー。第15回放送でコーナー初の秋葉原地区外で撮影された（宮城県仙台市）。
2016春では「ヲタさんぽ」と改題。
- 明日つかえるヲタク語講座（担当：夢眠・成瀬）

2ちゃんねるやニコニコ動画などで見られるヲタク語を用例を含め解説する。
- でんぱ激アツ同人誌（担当：成瀬・藤咲）

700億円市場である同人誌を紹介する。地上波で放送するにあたり、著作権上問題ないオリジナルキャラクターが登場し、エロ・グロテスクな要素のない作品に限られ、でんぱ組メンバー、とらのあなスタッフ、番組スタッフ2名の計4重により問題ないかをチェックしている。VTR終了後はメンバーが改めてスタジオで取り上げた作品を読む（作中のオノマトペを読み上げることが多い）。
- ファントム オブ キル実況（担当：古川・最上・藤咲）

第4回放送より「未鈴名人の”ゲーマーアイドル”への道！」と改題し、ゲームの完全攻略を目指す。完全攻略できなかった場合、罰ゲームとしてスクール水着を着せられる。Season2よりゲーム関係の最新情報を公開するなど、ゲーム実況以外の内容が増えた。
- お悩み相談室アキバの園（担当：最上・他メンバー全員）

番組に寄せられる様々な悩みを解決する。このコーナーはハガキでの受付となっている。
- ティム・バートン　インタビュー（担当：相沢・成瀬・藤咲）

第7、8回の特別企画。来日の際にはメイド喫茶にも寄ったことがあるという「世界のヲタ」にインタビューする。
- ヲタク訪問物語（担当：最上・藤咲）

Season2より。秋葉原などに通うヲタクのお宅に訪問し、日常生活を覗くコーナー。オープニングで使用されている楽曲はSHŌGUNの「Bad City」。
- ヲタク会社訪問（担当：全員）

Season2より。ヲタクがお世話になっている会社に潜入し、様々なことを調べる。毎回ミッションが与えられ、ミッションをクリア出来なかった場合は罰ゲームがある。
- カンタン！ヲタメシ（担当：古川・夢眠・相沢）

Season2より。忙しいヲタク向けの料理を紹介する。料理が苦手な古川が、完成した料理の味見と使用する食材をヒントに自分で作る。料理が上手な夢眠と相沢は別室で調理の様子をモニタリングする。3人で古川の料理を試食した後、正しい作り方をレクチャーする。タイトルは簡単なので「試してほしい」と「ヲタクの飯」を掛けあわせている。
- R-Studio（担当：レックス）

2016春にて放送。レックスの故郷・マーベラス星でMCを務めている（という）一社提供のトーク番組。丸縁メガネを掛け、笑福亭鶴瓶のような出で立ちになることからA-Studioがモチーフと見られる。
メンバーについてよく知っている人物にレックスが会いに行き、過去の恥ずかしい話や写真が曝露される。
表中の放送日についてはフジテレビでの放送日に従う。
| 放送回     | オープニング | ヲタ芸                                                                | メイド                                                                | 擬人化                                                                | デート                                                                | ヲタク語                                                              | 同人誌                                                                | ファンキル                                                                                 | 悩み相談                                                              | 訪問物語                                                              | ヲタメシ                                                              | その他                                                                | 放送日          |          |
| Season 1   | Season 1     | Season 1                                                              | Season 1                                                              | Season 1                                                              | Season 1                                                              | Season 1                                                              | Season 1                                                              | Season 1                                                                                   | Season 1                                                              | Season 1                                                              | Season 1                                                              | Season 1                                                              | Season 1        | Season 1 |
| ---------- | ------------ | --------------------------------------------------------------------- | --------------------------------------------------------------------- | --------------------------------------------------------------------- | --------------------------------------------------------------------- | --------------------------------------------------------------------- | --------------------------------------------------------------------- | ------------------------------------------------------------------------------------------ | --------------------------------------------------------------------- | --------------------------------------------------------------------- | --------------------------------------------------------------------- | --------------------------------------------------------------------- | --------------- | -------- |
| #1         | 藤村さおり   | ◯                                                                     | －                                                                    | －                                                                    | 古川                                                                  | ◯                                                                     | ◯                                                                     | ◯                                                                                          | ◯                                                                     | －                                                                    | －                                                                    | －                                                                    | 2014年 10月19日 |          |
| #2         | 戸部洋子     | ◯                                                                     | －                                                                    | －                                                                    | 相沢                                                                  | ◯                                                                     | ◯                                                                     | ◯                                                                                          | ◯                                                                     | －                                                                    | －                                                                    | －                                                                    | 10月26日        |          |
| #3         | 春日由実     | －                                                                    | ◯                                                                     | ◯                                                                     | 藤咲                                                                  | ◯                                                                     | －                                                                    | ◯                                                                                          | －                                                                    | －                                                                    | －                                                                    | －                                                                    | 11月2日         |          |
| #4         | 藤村さおり   | －                                                                    | ◯                                                                     | －                                                                    | 夢眠                                                                  | ◯                                                                     | ◯                                                                     | ◯                                                                                          | －                                                                    | －                                                                    | －                                                                    | －                                                                    | 11月9日         |          |
| #5         | 戸部洋子     | －                                                                    | ◯                                                                     | ◯                                                                     | 最上                                                                  | ◯                                                                     | －                                                                    | ◯                                                                                          | －                                                                    | －                                                                    | －                                                                    | －                                                                    | 11月16日        |          |
| #6         | 春日由美     | －                                                                    | ◯                                                                     | ◯                                                                     | 古川                                                                  | ◯                                                                     | ◯                                                                     | ◯（ゲスト：小林ゆう）                                                                      | －                                                                    | －                                                                    | －                                                                    |                                                                       | 11月23日        |          |
| #7         | 藤村さおり   | －                                                                    | ◯                                                                     | －                                                                    | 成瀬                                                                  | ◯                                                                     | －                                                                    | ◯（ゲスト：小林ゆう）                                                                      | ◯                                                                     | －                                                                    | －                                                                    | ティム・バートンインタビュー                                          | 12月5日         |          |
| #8         | 戸部洋子     | －                                                                    | ◯                                                                     | －                                                                    | 藤咲                                                                  | －                                                                    | －                                                                    | ◯                                                                                          | －                                                                    | －                                                                    | －                                                                    | ティム・バートンインタビュー                                          | 12月7日         |          |
| #9         | 春日由美     | －                                                                    | ◯                                                                     | －                                                                    | 総集編                                                                | －                                                                    | ◯                                                                     | ◯                                                                                          | －                                                                    | －                                                                    | －                                                                    | －                                                                    | 12月19日        |          |
| #10        | 藤村さおり   | －                                                                    | ◯                                                                     | －                                                                    | ＮＧ集                                                                | －                                                                    | ◯                                                                     | ◯                                                                                          | －                                                                    | －                                                                    | －                                                                    | －                                                                    | 12月21日        |          |
| Season 2   |              |                                                                       |                                                                       |                                                                       |                                                                       |                                                                       |                                                                       |                                                                                            |                                                                       |                                                                       |                                                                       |                                                                       |                 |          |
| #11        | 藤村さおり   | －                                                                    | －                                                                    | －                                                                    | 夢眠                                                                  | ◯                                                                     | －                                                                    | ◯（会社訪問）                                                                              | －                                                                    | ◯                                                                     | －                                                                    | －                                                                    | 2015年 1月23日  |          |
| #12        | 武田祐子     | －                                                                    | －                                                                    | －                                                                    | 相沢                                                                  | －                                                                    | ◯                                                                     | ◯（会社訪問）                                                                              | －                                                                    | ◯                                                                     | －                                                                    | －                                                                    | 1月25日         |          |
| #13        | 春日由美     | －                                                                    | －                                                                    | －                                                                    | 最上                                                                  | －                                                                    | －                                                                    | ◯                                                                                          | ◯                                                                     | －                                                                    | ◯                                                                     | －                                                                    | 2月1日          |          |
| #14        | 藤村さおり   | －                                                                    | －                                                                    | ◯                                                                     | 成瀬                                                                  | ◯                                                                     | －                                                                    | ◯（ゲスト：日本エレキテル連合）                                                            | －                                                                    | －                                                                    | －                                                                    | －                                                                    | 2月8日          |          |
| #15        | 武田祐子     | －                                                                    | －                                                                    | －                                                                    | 藤咲                                                                  | ◯                                                                     | －                                                                    | ◯（ゲスト：日本エレキテル連合）                                                            | －                                                                    | －                                                                    | ◯                                                                     | －                                                                    | 2月15日         |          |
| #16        | 春日由美     | －                                                                    | －                                                                    | ◯                                                                     | 夢眠                                                                  | ◯                                                                     | －                                                                    | ◯                                                                                          | ◯                                                                     | －                                                                    | －                                                                    | －                                                                    | 2月22日         |          |
| #17        | 藤村さおり   | －                                                                    | －                                                                    | －                                                                    | 決め顔                                                                | －                                                                    | －                                                                    | ◯（ゲスト：蛭子能収）                                                                      | －                                                                    | －                                                                    | －                                                                    | 代々木ライブサプライズ                                                | 3月1日          |          |
| #18        | 武田祐子     | －                                                                    | －                                                                    | －                                                                    | 成瀬                                                                  | －                                                                    | ◯                                                                     | ◯（VTRゲスト：蛭子能収）                                                                   | －                                                                    | －                                                                    | ◯                                                                     | －                                                                    | 3月8日          |          |
| #19        | 春日由美     | －                                                                    | －                                                                    | －                                                                    | 相沢                                                                  | －                                                                    | ◯                                                                     | ◯（VTRゲスト：蛭子能収）                                                                   | ○（ゲスト：中川翔子）                                                 | －                                                                    | －                                                                    | －                                                                    | 3月15日         |          |
| #20 最終回 | 内田嶺衣奈   | メンバーへのアンケートを基にした過去の全コーナーの総集編&未公開シーン | メンバーへのアンケートを基にした過去の全コーナーの総集編&未公開シーン | メンバーへのアンケートを基にした過去の全コーナーの総集編&未公開シーン | メンバーへのアンケートを基にした過去の全コーナーの総集編&未公開シーン | メンバーへのアンケートを基にした過去の全コーナーの総集編&未公開シーン | メンバーへのアンケートを基にした過去の全コーナーの総集編&未公開シーン | メンバーへのアンケートを基にした過去の全コーナーの総集編&未公開シーン                      | メンバーへのアンケートを基にした過去の全コーナーの総集編&未公開シーン | メンバーへのアンケートを基にした過去の全コーナーの総集編&未公開シーン | メンバーへのアンケートを基にした過去の全コーナーの総集編&未公開シーン | メンバーへのアンケートを基にした過去の全コーナーの総集編&未公開シーン | 3月22日         |          |
| 特番       |              |                                                                       |                                                                       |                                                                       |                                                                       |                                                                       |                                                                       |                                                                                            |                                                                       |                                                                       |                                                                       |                                                                       |                 |          |
| 2016 春    | 藤村さおり   | －                                                                    | －                                                                    | －                                                                    | 相沢/藤咲/ 大久保佳代子                                               | ◯                                                                     | －                                                                    | ◯（会社訪問・プロダクション・アイジー） 「誰ガ為のアルケミスト」対決(ゲスト：大久保佳代子) | ○                                                                     | －                                                                    | －                                                                    | 写真出演：Maa（夢眠の実姉）、古川の父、加藤歩（ザブングル）           | 2016年 4月20日  |          |

## スタッフ
- 企画プロデューサー：寺記夫
- 構成作家：渡辺健久　 田中到　 山本太蔵
- リサーチ：山田勇
- TD：馬場雄二
- CAM：小森谷健太郎　 宮本亜里
- AUD：佐藤博隆
- 美術プロデューサー：木村文洋
- 美術進行：椛田学
- アクリル装飾：松本健
- 植木装飾：後藤健
- 衣装：餅野真吾　 木村文香
- スタイリスト：水野遼平
- ヘアメイク：光野ひとみ　 小板橋沙紀　 梁取亜湖
- CG：大森清一郎
- 編集：渡邉実　 鈴木朋子　 中島史雄
- 音効：藤代広太
- MA：木村亮充
- 衣装協力：アシストウィッグ　 原宿シカゴ　 DRESS BULLET by glamb　 KOMET　 RiRian　 C'est pas Grave　 Solo & Double　 DsmosiC　 Pixy Express　 Leah-K　 SPINNS　 FLAMINGO原宿
- ブレーン：博報堂DYメディアパートナーズ　 ササキチ　 博報堂　 ガリガリ編集部
- 技術協力：IMAGICA　 TBG　 fmt　 東京オフラインセンター
- 美術協力：フジアール
- 撮影協力：ディアステージ　 アブストリームクリエイション　 TOY'S FACTORY　 ランナーズ　 虎の穴　 ダイバーシティ東京　 ドン・キホーテ　 燈幻郷　 神田明神　 仙台放送
- 編成：藤井修
- 広報：川本洋平
- FD：宇都竜太
- AD：城村瞳　 花戸脩平
- AP：八木信人
- ディレクター：杉原裕一　 渋谷曜
- プロデューサー：服部信男　 蒲生泰徳
- 演出：庄司裕暁
- 制作協力：フジテレビ　 FCC
- 制作著作：Fuji&gumi Games

## ネット局と放送時間
| 放送対象地域  | 放送局                                       | 系列           | 放送日時                       | 放送期間         | 備考     |
| ------------- | -------------------------------------------- | -------------- | ------------------------------ | ---------------- | -------- |
| 関東広域圏    | フジテレビ（CX） 『でんぱジャックWWA』制作局 | フジテレビ系列 | 月曜 2:50 - 3:20（日曜日深夜） | 2014年10月20日 - |          |
| 北海道        | 北海道文化放送（UHB）                        | フジテレビ系列 | 月曜 2:55 - 3:25（日曜日深夜） | 2014年10月27日 - | 7日遅れ  |
| 宮城県        | 仙台放送（OX）                               | フジテレビ系列 | 日曜 2:15 - 2:45（土曜日深夜） | 2014年11月2日 -  | 13日遅れ |
| 静岡県        | テレビ静岡（SUT）                            | フジテレビ系列 | 月曜 3:05 - 3:35（日曜日深夜） | 2014年10月27日 - | 7日遅れ  |
| 岡山県 香川県 | 岡山放送（OHK）                              | フジテレビ系列 | 木曜 2:20 - 2:50（水曜日深夜） | 2014年10月30日 - | 10日遅れ |
| 広島県        | テレビ新広島（TSS）                          | フジテレビ系列 | 金曜 1:30 - 2:00（木曜日深夜） | 2014年10月31日 - | 11日遅れ |
| 福岡県        | テレビ西日本（TNC）                          | フジテレビ系列 | 水曜 2:05 - 2:35（火曜日深夜） | 2014年10月29日 - | 9日遅れ  |
| 日本全域      | BSフジ                                       | BS放送         | 月曜 1:00 - 1:30（日曜日深夜） | 2014年11月2日 -  | 隔週放送 |

- 成瀬の出身地である福島県の福島テレビでは放送されていない。また夢眠の出身地である三重県では東海テレビ・三重テレビともに放送していない。